# جشمة سفيد مارغون (مارغون)
جشمة سفید مارغون (بالفارسية: چشمه‌سفید مارگون) هي قرية تقع في إيران في قسم مارغون الريفي.